# Omar Cummings
Omar Cummings (Bodles Crescent, Jamaica; 13 de julio de 1982) es un futbolista jamaiquino. Juega de delantero y su equipo actual es el Colorado Rapids de la Major League Soccer.

## Trayectoria
Cummings fue elegido por Colorado Rapids en el Draft 2007 de la MLS.
Fue elegido como jugador de la semana 12 en la temporada 2009 de la MLS.

## Selección nacional
Ha sido internacional con la Selección de fútbol de Jamaica en 23 ocasiones y ha anotado 6 goles. Hizo su debut con la Selección de fútbol de Jamaica en julio de 2008

### Goles internacionales
| # | Fecha      | Lugar                                  | Rival        | Gol | Resultado | Competición                     |
| - | ---------- | -------------------------------------- | ------------ | --- | --------- | ------------------------------- |
| 1 | 09-11-2008 | Gran Caimán, Islas Caimán              | Islas Caimán | 1-0 | 2-0       | Amistoso                        |
| 2 | 19-11-2008 | Independence Park, Canadá              | Canadá       | 2-0 | 3-0       | Clasificación Mundial 2010      |
| 3 | 10-7-2009  | Estadio Riccardo Silva, Estados Unidos | El Salvador  | 0-0 | 1-0       | Copa de Oro de la Concacaf 2009 |

## Clubes
| Club            | País           | Temporadas |
| --------------- | -------------- | ---------- |
| Colorado Rapids | Estados Unidos | 2007 -     |